# Fametszet

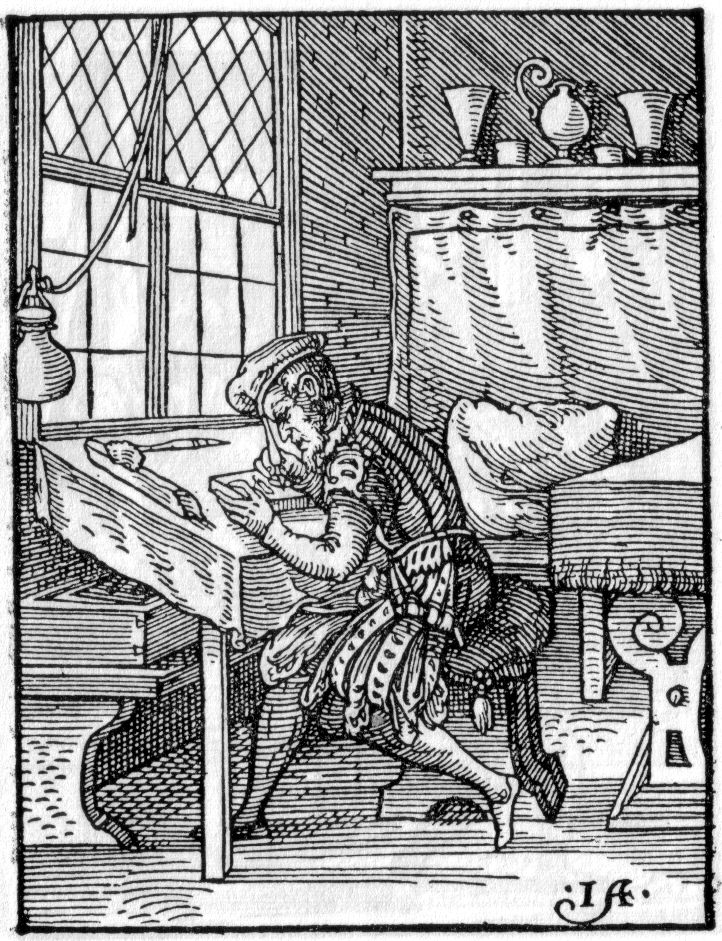
Fametsző munkában
(Jost Amman fametszete)

A fametszet vagy xilográfia a legrégibb grafikai sokszorosító eljárások egyike. A rajzot a művész tollal vagy irónnal, esetleg mechanikai úton vagy fényképezés útján átviszi egy csiszolt fadúcra, amelyet a fekete vonalakat meghagyva úgy mélyít ki vésők segítségével, hogy a fadúcról azután azt festékkel behengerelve, nyomdai úton lenyomatot készíthessen. A 9. században Kínában már ezzel a technikával nyomtatták az első könyveket.

## Technikája
Az általában 2,4 cm vastag (a betűdúc magasságának megfelelő) fadúc az egyik oldalán simára van csiszolva. A 15–18. században a hosszmetszetű körtefára dolgoztak a fametszők, kések, vésők segítségével, ezt a technikát lapdúc-metszésnek nevezik. A harántdúc-vésés vagy favésés később alakult ki, itt puszpángfa keresztirányú metszetét, bütüfelületét munkálják meg a rézmetszők vésőjéhez hasonló szerszámokkal.
Lapdúc-metszés esetén a fa hosszirányú metszetét munkálják meg, tehát állandóan számításba kell venni a fa rostjainak irányát, nehogy az anyag felszakadozzon. Elsősorban rövid pengéjű metszőkéseket használnak. A munka során a rajz vonala mentén mindkét oldalon V alakban összefutó vágást és ellenvágást végeznek, a vonalak közti fölös anyagot U vagy V keresztmetszetű vésőkkel emelik ki.
Harántdúc-vésésnél nem kell tekintettel lenni a fa rostjaira, hiszen a faanyag keresztirányú metszetét, bütüjét vésik. Ráadásul a puszpángfa keménysége, egyenletes, tömött struktúrája miatt homogén anyagként viselkedik, megmunkálás szempontjából sokban hasonlít az elefántcsontra. Ezért is alkalmazzák a fém- és csontvésnökök módszereit, szerszámait erre a célra. A különböző profilú vésők ennek megfelelően gomba alakú fanyélbe illeszkednek, aminek alsó része le van vágva, hogy kellően lapos szögben lehessen tartani. A vésőt a hegyénél a hüvelyk- és mutatóujj közé fogják, a nyél a tenyérbe simul. A vonal jellegét a véső profilja, mélységét a lemez síkjával bezárt szöge határozza meg.
A nyomtatásnál a dúc nyomófelületére festéket hengerelnek, a papírt ráfektetik, erre még egy papírt helyeznek, utána vagy présben, vagy gumihengerrel végzik a festék átnyomását. Többszínű nyomtatás esetén színenként külön dúcot kell készíteni. Minden szín nyomtatása után meg kell várni a festék száradási idejét a következő nyomtatásával.
A korai könyvnyomtatás során a szójelek tükörképét rajzolták a fadúcra, majd körbevésték és a féldomború jeleket festékkel lekenték. Az első kínai szöveges ősnyomtatványok már a 9. században ezzel az eljárással készültek. A 11. században ezt a sokszorosító eljárást továbbfejlesztették, és már mozgatható betűkkel nyomtatták a szöveges dokumentumokat.

## Története

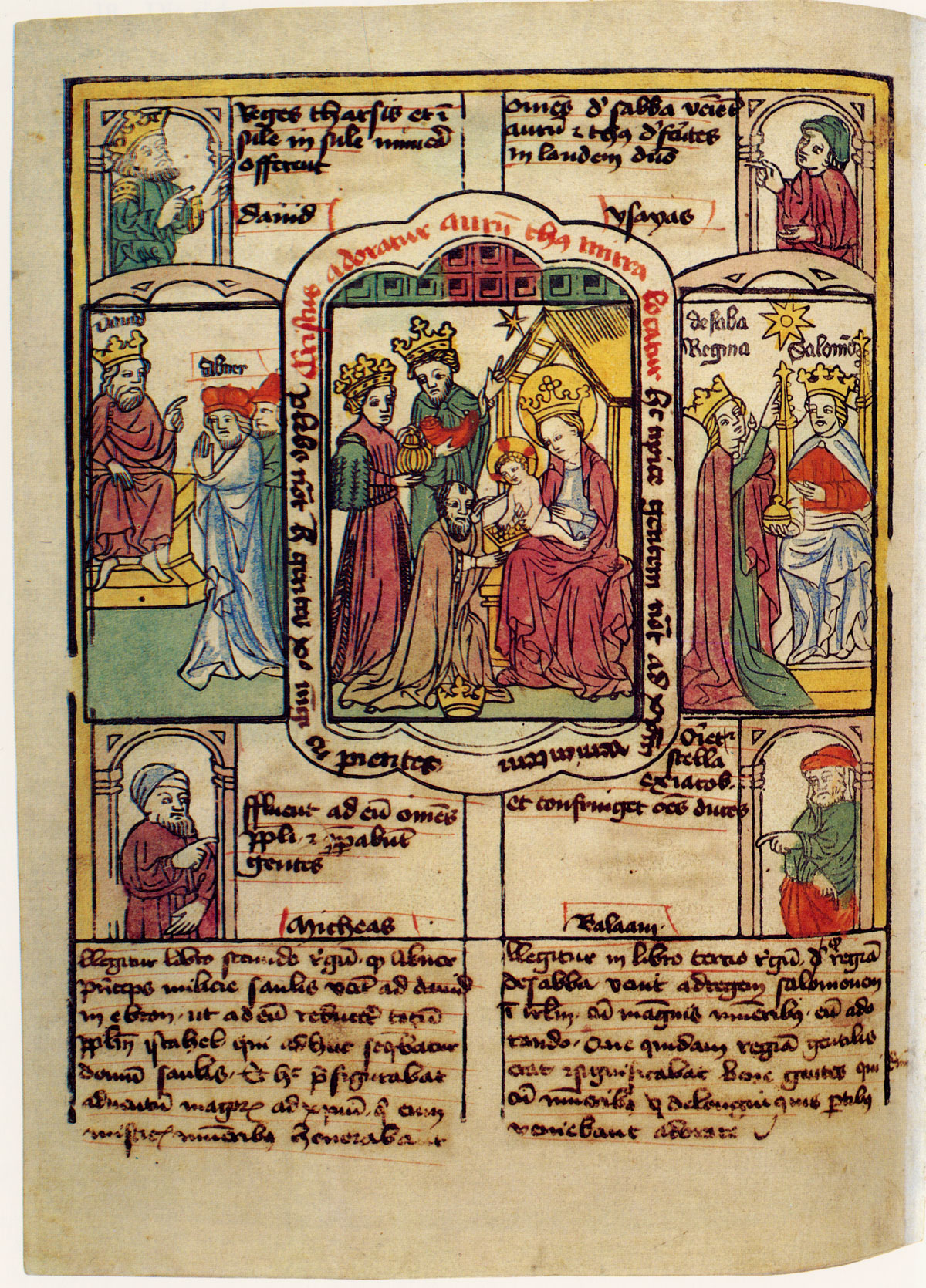
Biblia pauperum

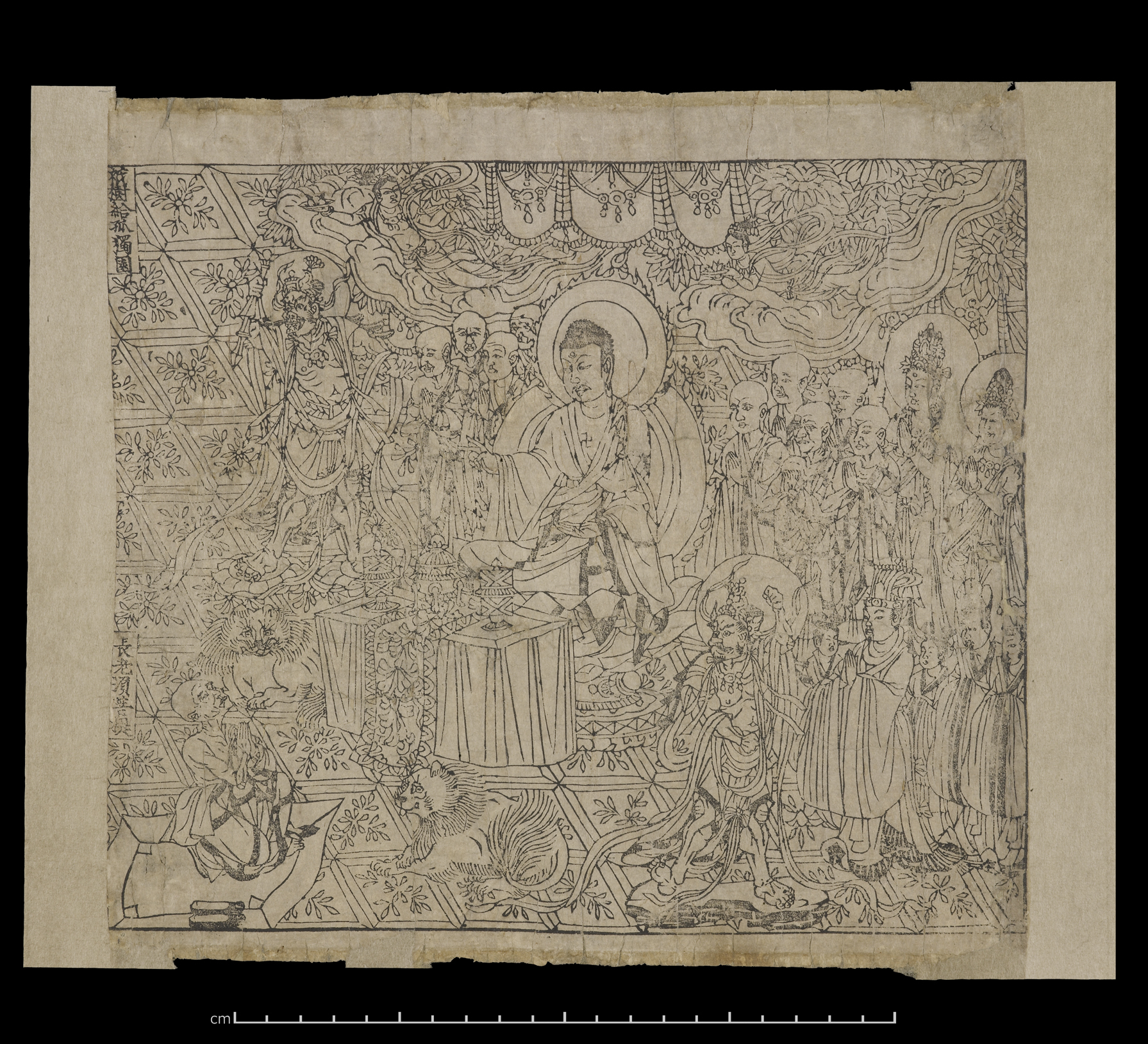
A Gyémánt szútra kínai nyelvű 868-ban nyomtatott változata, a világ legkorábbi teljességében fennmaradt, fablokkos nyomtatású könyve

A fametszetet már az ókorban is ismerték, a kínaiak már a 9. században alkalmazták. Európában biztonsággal csak a 14. században állapítható meg a fametszet használata, amely a 15. században magas művészi színvonalra emelkedett. A legrégibb dátummal ellátott fametszet 1418-ból való, mely ma a brüsszeli Belga Királyi Könyvtárban látható, a Szűzanyát ábrázoló vallásos szuvenír volt. Az első fametszettel nyomtatott könyvet 1461-ben Pfister adta ki. Már azelőtt is voltak fametszetek, amelyekről prés nélkül készítettek levonatokat oly módon, hogy festékkel bekent dúcra fektették a papírlapot és simítófával a papír hátát végigdörzsölték (németül: Reiberdrucke). Így készült az Ars moriendi, a Biblia pauperum, míg már présen lenyomott fametszetes könyvek a Boner-féle mesekönyv (1461) és egynéhány Blockbuch, amelynél a képpel együtt a teljes szöveg is egy dúcon volt metszve.
A legmagasabbra emelkedett a fametszet Albrecht Dürer idejében, aki részben maga metszett, részben a metszőkre felügyelt. Dürer követői között Hans Baldung Grien, Leonhard Schäufelein, Hans Springinsklee alkotott nevezeteset. Érdekeset teremtett Peter Flötner és Barthel Beham, valamint Hans Sebald Beham, akik a rézmetszet mellett a fametszetet is uralták. Hans Burgkmair Augsburgban működött, ahol Miksa császár foglalkoztatta. Jeles fametszetei vannak még Albrecht Altdorfernek és a Dürernél csak egy évvel idősebb Lucas Cranachnak, akire azonban a nürnbergi mester valószínűleg erős hatással volt. Nürnbergen kívül Strasbourgban és Bázelben virágzott a fametszet, ahol Hans Baldung, ifj. Hans Holbein és Urs Graf működtek. Később a fametszet általánosabbá vált, és veszített eredeti zamatából. Virgil Solis, Jost Amman és Tobias Stimmer sokat dolgoztak megrendelésre, de a minőség rovására.
A német fametszet elterjedt egész Európában és megtermékenyítette a németalföldi, olasz és francia művészeket. A 16. század vége felé a fametszetet kevesebben művelték, mert a rézkarc, a mélynyomású grafika lett kedveltebb. Mint könyvillusztráció, vagyis mint reprodukáló művészet később, a 18. században új életre kelt, és még a 19. század elején is nagyon el volt terjedve. Sok között csak a Menzel rajzai után készült fametszeteket említjük meg: Geschichte Friedrichs des Grossen, Franciaországban pedig a Daumier és Gavarni rajzai után készült metszetek voltak kiválóak.
A keleti népek közül a japánok fametszete külön helyet foglal el, és erősen nemzeti jellegű színes fametszeteik bámulatos szépségeket tárnak fel. Legnevezetesebb japán mesterek Kacusika Hokuszai, Kitagava Utamaro, Utagava Hirosige és Tósúszai Saraku.

## Japán hagyományőrző fametszetek a 20. század elején

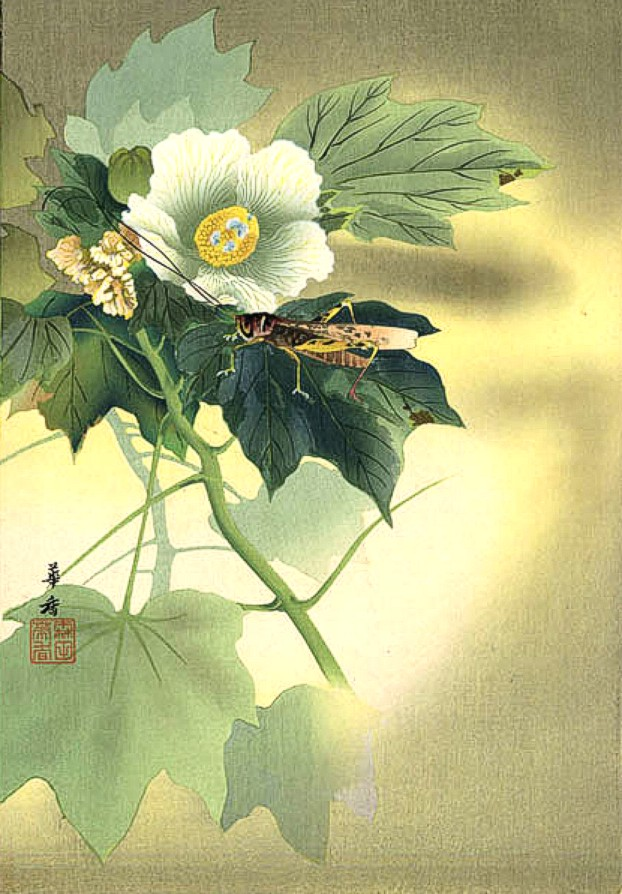
Kako Tsuji (1870-1931)
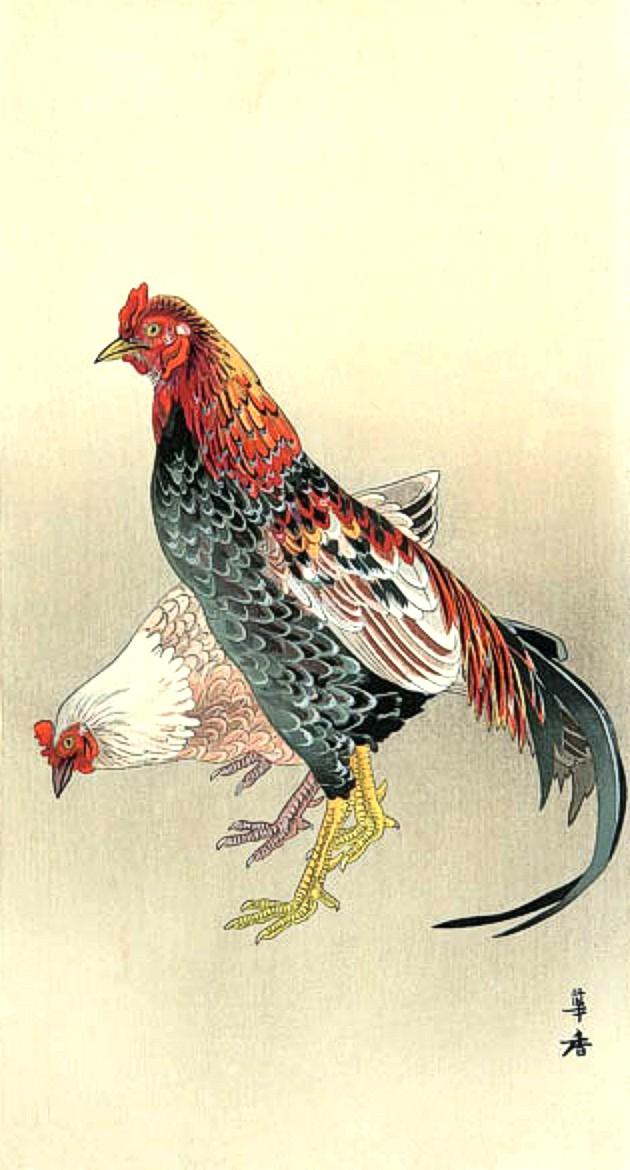
Kako Tsuji (1870-1931)
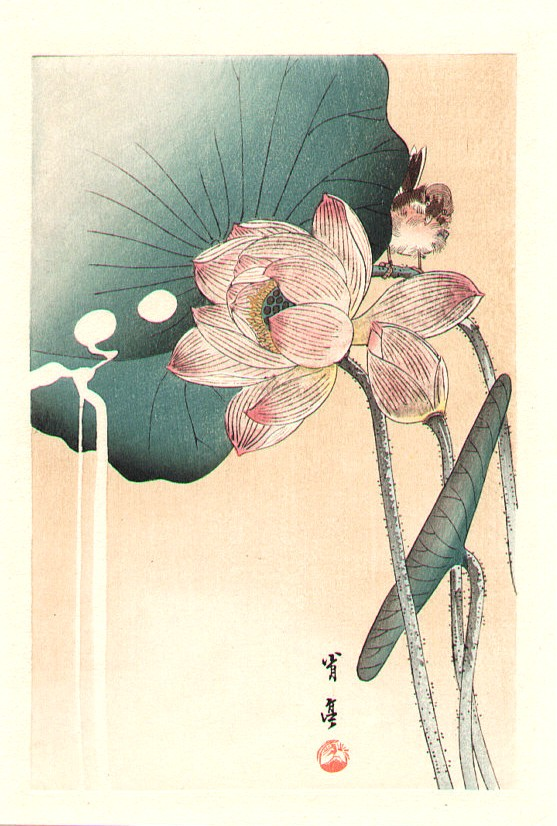
Seitei[4] Watanabe (1851-1918)
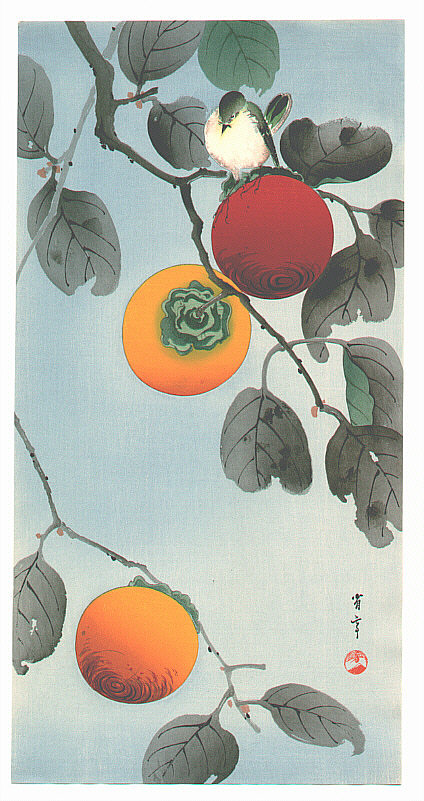
Seite Watanabe (1851-1918)